# Euchrysops ella
Euchrysops ella är en fjärilsart som beskrevs av Butler 1881. Euchrysops ella ingår i släktet Euchrysops och familjen juvelvingar. Inga underarter finns listade i Catalogue of Life.